# NGC 4507

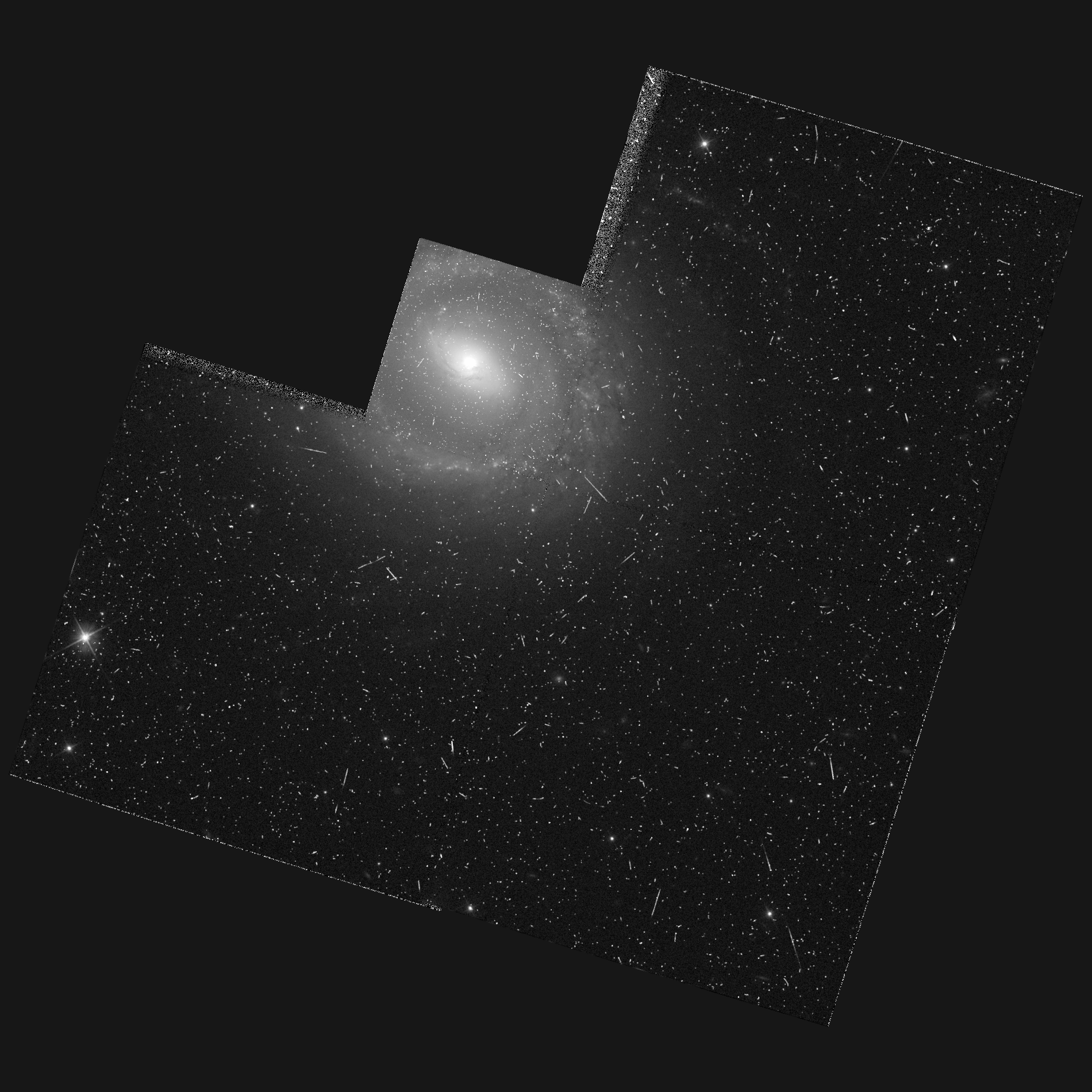
NGC 4507 par le télescope spatial Hubble.)

NGC 4507 est une vaste galaxie spirale intermédiaire située dans la constellation de la constellation du Centaure. NGC 4507 a été découverte par l'astronome britannique John Herschel en 1834.

## Caractéristiques
La classe de luminosité de NGC 4507 est II et elle présente une large raie HI. 

### Distance
Sa vitesse par rapport au fond diffus cosmologique est de 3 831 ± 22 km/s, ce qui correspond à une distance de Hubble de 56,5 ± 4,0 Mpc (∼184 millions d'al).

### Galaxie de Seyfert
NGC 4507 une galaxie active de type Seyfert 1/2.

### Morphologie
Dans la  bande K infrarouge, NGC 4507 présente une barre centrale de 21 secondes d'arc dont l'ellipticité maximale est de 0,34. L'angle de position de celle-ci est de 53°.

## Trou noir supermassif
Une étude  réalisée en 2007  auprès de 90 galaxies de type Seyfert 2 utilisant la dispersion des vitesses a permis d'estimer la masse des trous noirs supermassifs centraux de celles-ci. Pour NGC 4507, la masse du trou noir est égale à 38 × 106 {\displaystyle M_{\odot }} (107,58).
Selon une autre étude publiée en 2009 et basée sur la vitesse interne de la galaxie mesurée par le télescope spatial Hubble, la masse du trou noir supermassif au centre de NGC 4507 serait comprise entre 7,3 et 36 millions de {\displaystyle M_{\odot }}.
Dans une troisième publication plus récente (2012), on rapporte que plusieurs études de la dispersion des vitesses dans la région centrale ont permis d'estimer la masse du trou noir à 4,47 × 107 {\displaystyle M_{\odot }} (107,65).
Selon les auteurs d'un article publié en 2012, la connaissance de la masse d'un trou noir central et du taux d'accrétion par celui-ci permet d'estimer le taux de formation d'étoiles dans la région centrale des galaxies de type Seyfert. Ce taux pour NGC 4507 serait à l'intérieur d'un rayon de 1 kpc de 0,99 {\displaystyle M_{\odot }}/an.

## Groupe de NGC 4696
Selon A.M. Garcia, NGC 4507 est un membre du groupe de NGC 4696 qui compte au moins 79 galaxies. Les autres galaxies du New General Catalogue et de l'Index Catalogue de ce groupe sont NGC 4373, NGC 4499, NGC 4553, NGC 4573, NGC 4601, NGC 4650, NGC 4672, NGC 4677, NGC 4681, NGC 4683, NGC 4696, NGC 4729, NGC 4743, NGC 4744, NGC 4767, NGC 4811, NGC 4812, NGC 4832, IC 3290 et IC 3370.

## Amas du Centaure
Le groupe de NGC 4696 fait partie de l'amas du Centaure, un des amas du superamas de l'Hydre-Centaure.